# Giải quần vợt Wimbledon 1896 - Đơn nữ
Alice Pickering đánh bại Edith Austin 4–6, 6–3, 6–3 trong All Comers' Final, tuy nhiên đương kim vô địch Charlotte Cooper đánh bại Simpson Pickering 6–2, 6–3 trong Challenge Round để giành chức vô địch Đơn nữ tại Giải quần vợt Wimbledon 1896.

## Kết quả

### Từ viết tắt
| - Q = Vòng loại - WC = Đặc cách - LL = Thua cuộc may mắn - Alt = Thay thế - SE = Miễn đặc biệt | - PR = Bảo toàn thứ hạng - w/o = Thắng nhờ đối thủ rút lui trước trận đấu - r = Bỏ cuộc giữa trận đấu - d = Bị xử thua - SR = Xếp hạng đặc biệt |

### Challenge round
|  | Challenge Round  |                  |   |   |  |  |
|  |                  |                  |   |   |  |  |
|  | Alice Pickering  | Alice Pickering  | 2 | 3 |  |  |
|  | Alice Pickering  | Alice Pickering  | 2 | 3 |  |  |
|  | Charlotte Cooper | Charlotte Cooper | 6 | 6 |  |  |

### All Comers'
|  | Tứ kết          | Tứ kết          | Tứ kết | Tứ kết | Tứ kết |  |  | Bán kết              | Bán kết              | Bán kết         | Bán kết         | Bán kết |   |   | Chung kết    | Chung kết    | Chung kết | Chung kết | Chung kết |  |
|  |                 |                 |        |        |        |  |  |                      |                      |                 |                 |         |   |   |              |              |           |           |           |  |
|  |                 |                 |        |        |        |  |  | Henrietta Horncastle | Henrietta Horncastle | w/o             |                 |         |   |   |              |              |           |           |           |  |
|  | Edith Austin    | Edith Austin    | 6      | 6      |        |  |  | Edith Austin         | Edith Austin         |                 |                 |         |   |   |              |              |           |           |           |  |
|  | LH Patterson    | LH Patterson    | 4      | 1      |        |  |  |                      |                      |                 |                 |         |   |   | Edith Austin | Edith Austin | 6         | 3         | 3         |  |
|  | Alice Pickering | Alice Pickering | 6      | 6      |        |  |  |                      |                      | Alice Pickering | Alice Pickering | 4       | 6 | 6 |              |              |           |           |           |  |
|  | Miss Hungerford | Miss Hungerford | 1      | 0      |        |  |  | Alice Pickering      | Alice Pickering      | 6               | 7               |         |   |   |              |              |           |           |           |  |
|  |                 |                 |        |        |        |  |  | Beatrice Draffen     | Beatrice Draffen     | 3               | 5               |         |   |   |              |              |           |           |           |  |